# Литјензе
Литјензе (њем. Lütjensee) општина је у њемачкој савезној држави Шлезвиг-Холштајн. Једно је од 55 општинских средишта округа Штормарн. Према процјени из 2010. у општини је живјело 3.222 становника. Посједује регионалну шифру (AGS) 1062045, NUTS (DEF0F) и LOCODE (DE LJE) код.

## Географски и демографски подаци
Литјензе се налази у савезној држави Шлезвиг-Холштајн у округу Штормарн. Општина се налази на надморској висини од 53 метра. Површина општине износи 14,0 km². У самом мјесту је, према процјени из 2010. године, живјело 3.222 становника. Просјечна густина становништва износи 229 становника/km².